# 바닷가재
바닷가재는 가시발새우상과 가시발새우과(Nephropidae)에 속하는 갑각류의 총칭으로, 랍스터(lobster), 로브스터라고도 한다. 식성이 잡식성으로 죽은 동물의 시체도 먹는다. 평균 수명은 보통 10년이나, 길게는 오염과 소음, 낚시 등에 방해받지 않고 산다는 조건 아래에서 100년 이상까지 살 수 있다. 사실 탈피 껍질이 두꺼워져서 껍질속에서 죽는 것이다. 만일 껍질을 계속 벗을 수 있다면 무려 200년을 넘게 살 수 있다.
바닷가재는 전 세계적으로 유명한 식재료이다. 주로 이탈리아 음식의 주재료로 쓰이며, 미국 음식에서도 가끔 쓰인다. 영국 음식은 해양 음식이 많아 영국에 가재 요리가 특히 많다.

## 수명
바닷가재는 야생에서 대략 45~50년 정도 산다. 하지만 나이를 특정하는 것은 어렵다. 나이는 일반적으로 크기와 기타 변수를 통해 추정된다. 최신 기술을 사용하면 연령을 더 정확하게 추정할 수 있다.
연구에 따르면 바닷가재는 나이가 들어감에 따라 속도가 느려지거나 약해지거나 번식력을 잃을 수 없으며 나이가 많은 바닷가재가 어린 바닷가재보다 번식력이 더 높을 수 있다. 이러한 수명은 텔로미어라고 불리는 염색체 말단에 있는 DNA 서열의 긴 반복 부분을 복구하는 효소인 텔로머라제 때문일 수 있다. 텔로머라제는 대부분의 척추동물에서 배아 단계 동안 발현되지만 일반적으로 성인 단계에서는 나타나지 않는다. 그러나 대부분의 척추동물과 달리 바닷가재는 성체로서 대부분의 조직을 통해 텔로머라제를 발현하는데, 이는 수명과 관련이 있는 것으로 제안되었다. 텔로머라제는 특히 녹색 점박이 바닷가재에 존재한다. 이 표시는 껍질 색소와 상호 작용하는 효소에 의해 생성되는 것으로 생각된다. 바닷가재의 수명은 크기에 따라 제한된다. 탈피에는 대사 에너지가 필요하며, 바닷가재가 클수록 더 많은 에너지가 필요하다. 10~15%의 바닷가재는 탈피 중에 탈진으로 죽는 반면, 나이가 많은 바닷가재에서는 탈피가 중단되고 외골격이 완전히 분해되거나 붕괴되어 사망에 이른다.
많은 십각류 갑각류와 마찬가지로 바닷가재는 평생 동안 성장하며 탈피할 때마다 새로운 근육 세포를 추가할 수 있다. 바닷가재의 수명은 인상적인 크기에 도달할 수 있게 해준다. 기네스 세계 기록에 따르면 지금까지 잡힌 가장 큰 바닷가재는 캐나다 노바스코샤에서 무게가 20.15kg(44.4lb)에 달했다.

## 생태학
바닷가재는 해안선에서 대륙붕 가장자리 너머까지 모든 바다, 암석, 모래 또는 진흙 바닥에 서식하며 주로 크기와 나이에 따라 다르다. 더 작고 어린 바닷가재는 일반적으로 바위 틈이나 굴에서 발견되며 일반적으로 이동하지 않는다. 더 크고 나이가 많은 바닷가재는 더 깊은 바다에서 발견될 가능성이 높으며 계절에 따라 얕은 바다로 다시 이동한다.
바닷가재는 잡식성이며 일반적으로 물고기, 연체동물, 기타 갑각류, 벌레 및 일부 식물과 같은 살아있는 먹이를 먹는다. 이것들은 필요하다면 청소를 하고, 감금된 상태에서 서로를 잡아먹는 풍습에 의지하는 것으로 알려져 있다. 그러나 바닷가재 위장에서 바닷가재 껍질이 발견된다고 해서 이것이 반드시 서로를 잡아먹는 풍습의 증거는 아니다. 왜냐하면 바닷가재는 탈피 후 벗겨진 껍질을 먹기 때문이다. 이러한 풍습은 야생 바닷가재 개체군에서는 존재하지 않는 것으로 생각되었지만 2012년 메인주에서 야생 바닷가재를 연구하는 연구자에 의해 관찰되었다. 야생에서 처음으로 알려진 바닷가재 서로를 잡아먹는 풍습은 메인주 바닷가재의 자연 포식자가 많이 사라지면서 바닷가재 사이의 지역 인구 폭발이 원인으로 이론화되었다.
일반적으로 바닷가재는 길이가 25~50cm(10~20인치)이고 해저를 천천히 걸어 이동한다. 그러나 이것들은 복부를 구부렸다 펴면서 도망갈 때 빠르게 뒤로 헤엄친다. 5m/s(11mph)의 속도가 기록되었다. 이것은 카리도이드 탈출 반응으로 알려져 있다.

## 음식으로서의 활용
바닷가재는 일반적으로 껍질을 벗기고 삶거나 쪄서 제공된다. 손님들은 바닷가재 크래커로 껍질을 깨고 바닷가재 픽으로 고기를 꺼낸다. 고기는 녹인 버터와 레몬즙과 함께 먹는 경우가 많다. 바닷가재는 수프, 비스크, 바닷가재 롤, 카폰 마그로 등의 요리에도 사용된다.
살아있는 바닷가재를 삶거나 쪄서 조리한다. 바닷가재를 익히면 껍질의 색이 갈색에서 주황색으로 변한다. 요리할 때의 열이 크러스타시아닌이라는 단백질을 분해하여 껍질에서도 발견되는 화학 아스타잔틴의 주황색 색조를 억제하기 때문이다.
미국 식품의약국(FDA)에 따르면 2005년부터 2007년까지 미국 바닷가재의 평균 수은 함량은 0.107ppm이었다.

## 종
- Acanthacaris

- Acanthacaris caeca A. Milne-Edwards, 1881
- Acanthacaris tenuimana Bate, 1888

- Dinochelus Ahyong, Chan & Bouchet, 2010

- Dinochelus ausubeli Ahyong, Chan & Bouchet, 2010

- Eunephrops Smith, 1885

- Eunephrops bairdii Smith, 1885
- Eunephrops cadenasi Chace, 1939
- Eunephrops luckhursti Manning, 1997
- Eunephrops manningi Holthuis, 1974

- Homarinus Kornfield, Williams & Steneck, 1995

- Homarinus capensis (Herbst, 1792) - Cape lobster

- 미국바닷가재속 (Homarus) Weber, 1795

- 미국바닷가재 (Homarus americanus) H. Milne-Edwards, 1837 - American lobster
- 유럽바닷가재 (Homarus gammarus) (Linnaeus, 1758) - European lobster

- Metanephrops Jenkins, 1972

- Metanephrops andamanicus (Wood-Mason, 1892) - Andaman lobster
- Metanephrops arafurensis (De Man, 1905)
- Metanephrops armatus Chan & Yu, 1991
- Metanephrops australiensis (Bruce, 1966) - Australian scampi
- Metanephrops binghami (Boone, 1927) - Caribbean lobster
- Metanephrops boschmai (Holthuis, 1964) - Bight lobster
- Metanephrops challengeri (Balss, 1914) - New Zealand scampi
- Metanephrops formosanus Chan & Yu, 1987
- Metanephrops japonicus (Tapparone-Canefri, 1873) - Japanese lobster
- Metanephrops mozambicus Macpherson, 1990
- Metanephrops neptunus (Bruce, 1965)
- Metanephrops rubellus (Moreira, 1903)
- Metanephrops sagamiensis (Parisi, 1917)
- Metanephrops sibogae (De Man, 1916)
- Metanephrops sinensis (Bruce, 1966) - China lobster
- Metanephrops taiwanicus (Hu, 1983)
- Metanephrops thomsoni (Bate, 1888)
- Metanephrops velutinus Chan & Yu, 1991

- Nephropides Manning, 1969

- Nephropides caribaeus Manning, 1969

- Nephrops Leach, 1814

- Nephrops norvegicus (Linnaeus, 1758) - Norway lobster, Dublin Bay prawn, langoustine

- Nephropsis Wood-Mason, 1872

- Nephropsis acanthura Macpherson, 1990
- Nephropsis aculeata Smith, 1881 - Florida lobsterette
- Nephropsis agassizii A. Milne-Edwards, 1880
- Nephropsis atlantica Norman, 1882
- Nephropsis carpenteri Wood-Mason, 1885
- Nephropsis ensirostris Alcock, 1901
- Nephropsis holthuisii Macpherson, 1993
- Nephropsis malhaensis Borradaile, 1910
- Nephropsis neglecta Holthuis, 1974
- Nephropsis occidentalis Faxon, 1893
- Nephropsis rosea Bate, 1888
- Nephropsis serrata Macpherson, 1993
- Nephropsis stewarti Wood-Mason, 1872
- Nephropsis suhmi Bate, 1888
- Nephropsis sulcata Macpherson, 1990

- Thaumastocheles Wood-Mason, 1874

- Thaumastocheles dochmiodon Chan & Saint Laurent, 1999
- Thaumastocheles japonicus Calman, 1913
- Thaumastocheles zaleucus (Thomson, 1873)

- Thaumastochelopsis Bruce, 1988

- Thaumastochelopsis brucei Ahyong, Chu & Chan, 2007
- Thaumastochelopsis wardi Bruce, 1988

- Thymopides Burukovsky & Averin, 1977

- Thymopides grobovi (Burukovsky & Averin, 1976)
- Thymopides laurentae Segonzac & Macpherson, 2003

- Thymops Holthuis, 1974

- Thymops birsteini (Zarenkov & Semenov, 1972)

- Thymopsis Holthuis, 1974

- Thymopsis nilenta Holthuis, 1974

## 같이 보기
- 제라르 드 네르발

## 참고 문헌
- Corson, Trevor (2005). 《The Secret Life of Lobsters: How Fishermen and Scientists Are Unraveling the Mysteries of Our Favorite Crustacean》 1 Harper Perennial판. New York: HarperCollins. ISBN 978-0-06-055559-7.
- Phillips, Bruce F., 편집. (2006). 《Lobsters: Biology, Management, Aquaculture and Fisheries》. Wiley. doi:10.1002/9780470995969. ISBN 978-1-4051-2657-1.
- Townsend, Elisabeth (2012). 《Lobster: A Global History》. London: Reaktion Books. ISBN 978-1-86189-794-7.